# ドブレ (軍人)

ドブレ（1993年もしくは1994年 - 2022年11月9日）は、日本の陸上自衛隊出身の軍人。ウクライナ領土防衛部隊外国人軍団の日本人志願者。2022年ロシアのウクライナ侵略で最初に戦死した日本人義勇兵である。福岡県出身。

## 2022年ロシアのウクライナ侵略
2022年11月4日、同じく台湾からの義勇兵である曽聖光の訃報を聞き、Twitterで「とても優しくて面白くて分かりやすい英語でいつも私に訓練内容を説明してくれました。この戦争が終わったら彼の故郷に遊びに行く事も約束していました。私は友人の事を忘れません。どうかゆっくり休んでください。」とツイートした。なお、この投稿がドブレの最後のツイートとなった。
同年11月11日、「日本人義勇兵が死亡した」というニュースが外務省によって発表された。ロシアのウクライナ侵略による初の日本人犠牲者とされる。松野官房長官は「現在、在ウクライナ大使館が事実関係の確認を行っている」と表明している。